# Episodi di 14º Distretto (sedicesima stagione)
La sedicesima stagione della serie televisiva 14º Distretto è stata trasmessa in anteprima in Germania da Das Erste tra il 4 febbraio 2002 e il 6 maggio 2002.
| nº | Titolo originale           | Titolo italiano | Prima TV Germania | Prima TV Italia |
| -- | -------------------------- | --------------- | ----------------- | --------------- |
| 1  | Das Findelkind             |                 | 4 febbraio 2002   |                 |
| 2  | Vaterliebe                 |                 | 11 febbraio 2002  |                 |
| 3  | Die Jagd nach dem Glück    |                 | 18 febbraio 2002  |                 |
| 4  | Johnny                     |                 | 25 febbraio 2002  |                 |
| 5  | Die schöne Frau Kückelmann |                 | 4 marzo 2002      |                 |
| 6  | Kleiner Mann, was nun?     |                 | 11 marzo 2002     |                 |
| 7  | Erste Hilfe                |                 | 18 marzo 2002     |                 |
| 8  | Mäuse und Menschen         |                 | 25 marzo 2002     |                 |
| 9  | Königskinder               |                 | 8 aprile 2002     |                 |
| 10 | Harry's Fall               |                 | 15 aprile 2002    |                 |
| 11 | Mutproben                  |                 | 22 aprile 2002    |                 |
| 12 | Rosenkrieger               |                 | 29 aprile 2002    |                 |
| 13 | Das wahre Ich              |                 | 6 maggio 2002     |                 |